# Chiesa dei Carmelitani (Magonza)

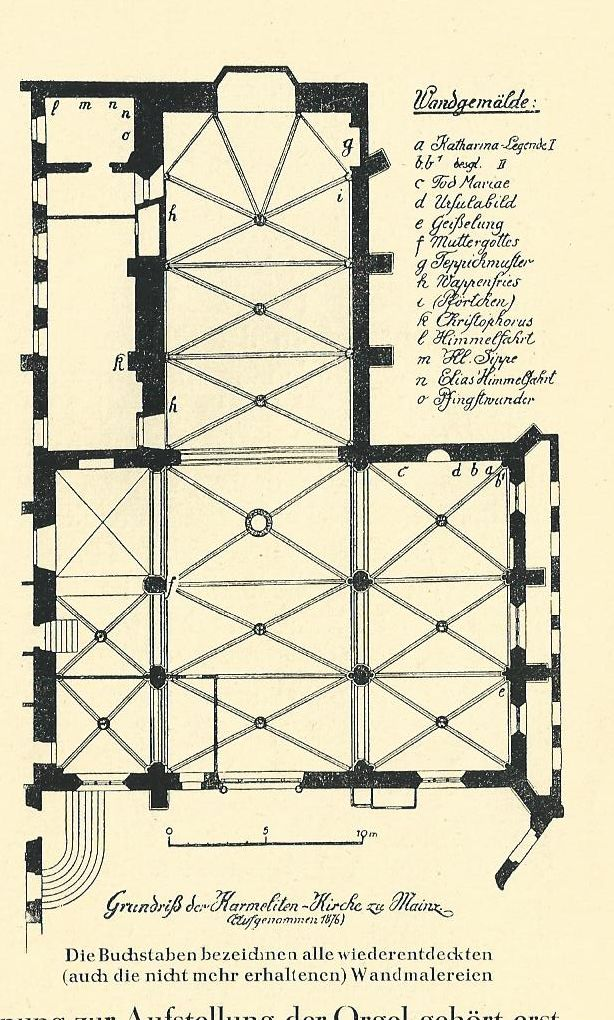
Pianta della chiesa dei carmelitana di Magonza, 1876

La chiesa dei Carmelitani (Karmeliterkirche) di Magonza è una chiesa cattolica. È stata affidata all'ordine dei carmelitani nel 1924. La basilica gotica a tre navate si trova, nel centro storico, in Karmeliterplatz 5.

## Storia
I monaci dell'Ordine dei carmelitani mendicanti a Magonza vennero citati per la prima volta in un documento nel 1285. Dopo alcuni decenni, numerose fondazioni di ricchi cittadini e nobili permisero loro di costruire una chiesa e un monastero sul terreno della fattoria Zum Hersfelder, che fu acquisita nel 1326. Dal 1477 al 1797, l'Università di Magonza tenne qui le sue elezioni del rettore ogni anno. Tra il 1700 e il 1713 fu ricostruito il monastero in stile barocco. Dopo che Magonza era diventata la capitale del dipartimento francese del Mont-Tonnerre, nel 1798 la chiesa venne adibita ad uso militare. Nel 1802, il monastero fu abolito nel corso della secolarizzazione, e rientrò in possesso della città nel 1812. Nello stesso anno, il comune di Magonza fece demolire il vecchio grande magazzino Am Brand e per un po' trasferì la funzione nella chiesa. Gli edifici del monastero servirono poi come scuola, e la chiesa, dal 1830, come magazzino, tra le altre cose come deposito dei carri di carnevale.
Nel 1922, il consiglio comunale decise di far demolire la chiesa. A seguito della massiccia protesta dei cittadini, il comitato ritornò sulla sua decisione decisione e la provincia carmelitana olandese si prese carico della chiesa nel 1924. L'architetto Paul Meissner fu incaricato di restaurare la chiesa e il monastero e nel 1965 venne costruito il nuovo monastero ad est del coro. Quando fu rilevata dai Carmelitani e successivamente, dopo i danni di guerra procurati dal bombardamento dell'11 agosto 1942, vennero realizzati ampi restauri. Le pitture del soffitto, ridipinte nelle volte nel 1924 in base agli originali medievali, furono restaurate alla loro antica bellezza nel 1952 grazie a un processo tecnicamente migliorato. Il coro è contrassegnato da una piccola finestra a bovindo, che si apre all'interno della chiesa con un arco a sesto acuto. Il rilievo barocco in arenaria di un'incoronazione di Maria del 1743 è collocato sulla facciata ovest sotto la finestra a quattro aperture. 
Tra il 2009 e il 2010 è stata effettuata una completa ristrutturazione interna, tra cui un nuovo altare in legno nella zona centrale. La facciata ovest della chiesa dei Carmelitani venne poi rinnovata a metà del 2013.

## Architettura
La basilica è composta da un'aula a tre navate e un coro bipartito. Il coro era addossato alle mura della città, che non esistono più, e contiene una pala d'altare tripartita. La navata sud è più larga di quella nord, le cappelle tra i contrafforti furono realizzate nel 1924. Nel coro sono presenti delle finestre relativamente grandi con un semplice traforo.
I dipinti della volta del coro sono dell'inizio del XV secolo e mostrano il volto di Cristo tra angeli e profeti. Nel 1924 furono restaurati. 
La pala d'altare rappresenta l'incoronazione di Maria tra due santi carmelitani su cui sono rappresentati i dodici apostoli. Le figure in rilievo, del 1395-1400, furono collocate su un pannello di quercia nel 1517, compresi i resti di più antiche figure dello stesso tema. 

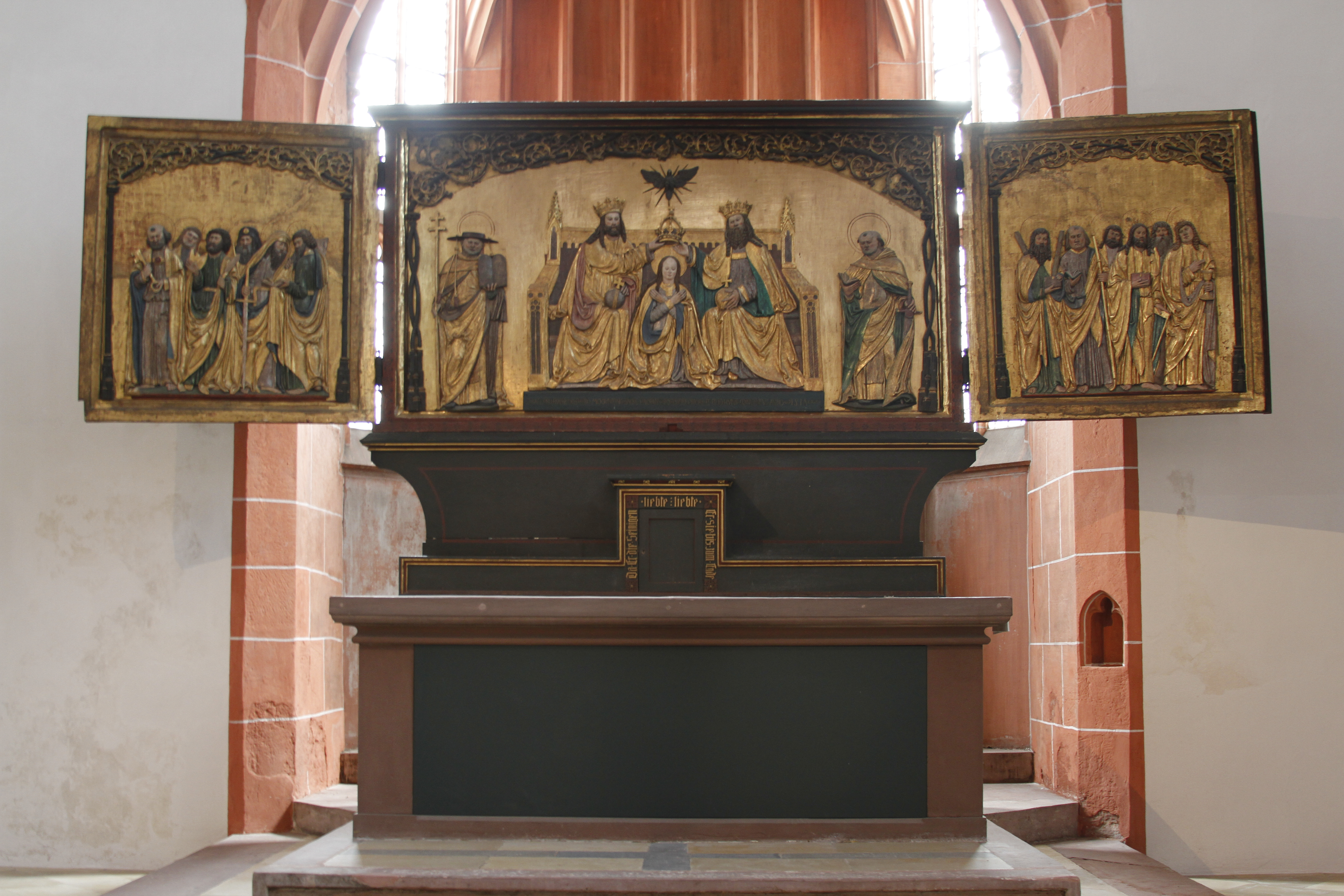
Coro della chiesa dei Carmelitani di Magonza

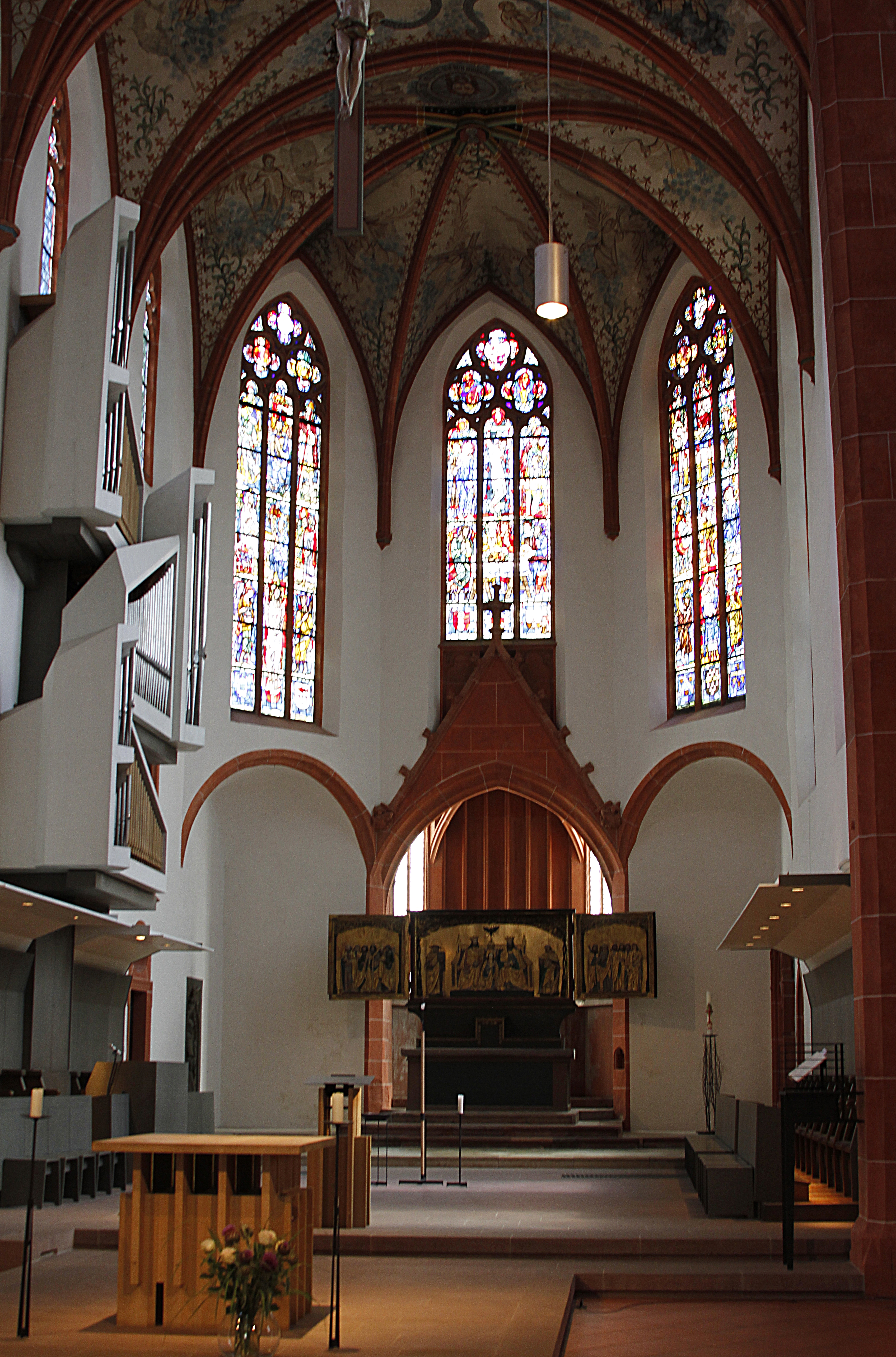
Interno

## Monastero
Accanto alla chiesa si trova l'edificio del monastero, costruito tra il 1700 e il 1713. Nella facciata dell'ala sud, con un magnifico portale barocco del 1710, è inserita una nicchia con San Giuseppe. Sul chiostro si affaccia il nuovo edificio scolastico costruito nel 1950/1951.

## Pellegrinaggio
La festa di San Valentino di Terni, il 14 febbraio, era l'occasione di un pellegrinaggio, che tuttavia, è andato via via perdendo importanza. Il secondo pellegrinaggio alla chiesa dei Carmelitani, in onore di santa Teresa di Lisieux, si svolge dal 1925, anno in cui Teresa fu canonizzata. Nella chiesa c'è una statua di Santa Teresa, che ospita anche un reliquiario. Il principale giorno di pellegrinaggio è il 1º ottobre. Il reliquiario viene esposto pubblicamente al culto ogni martedì.